# Yvonne van Mastrigt

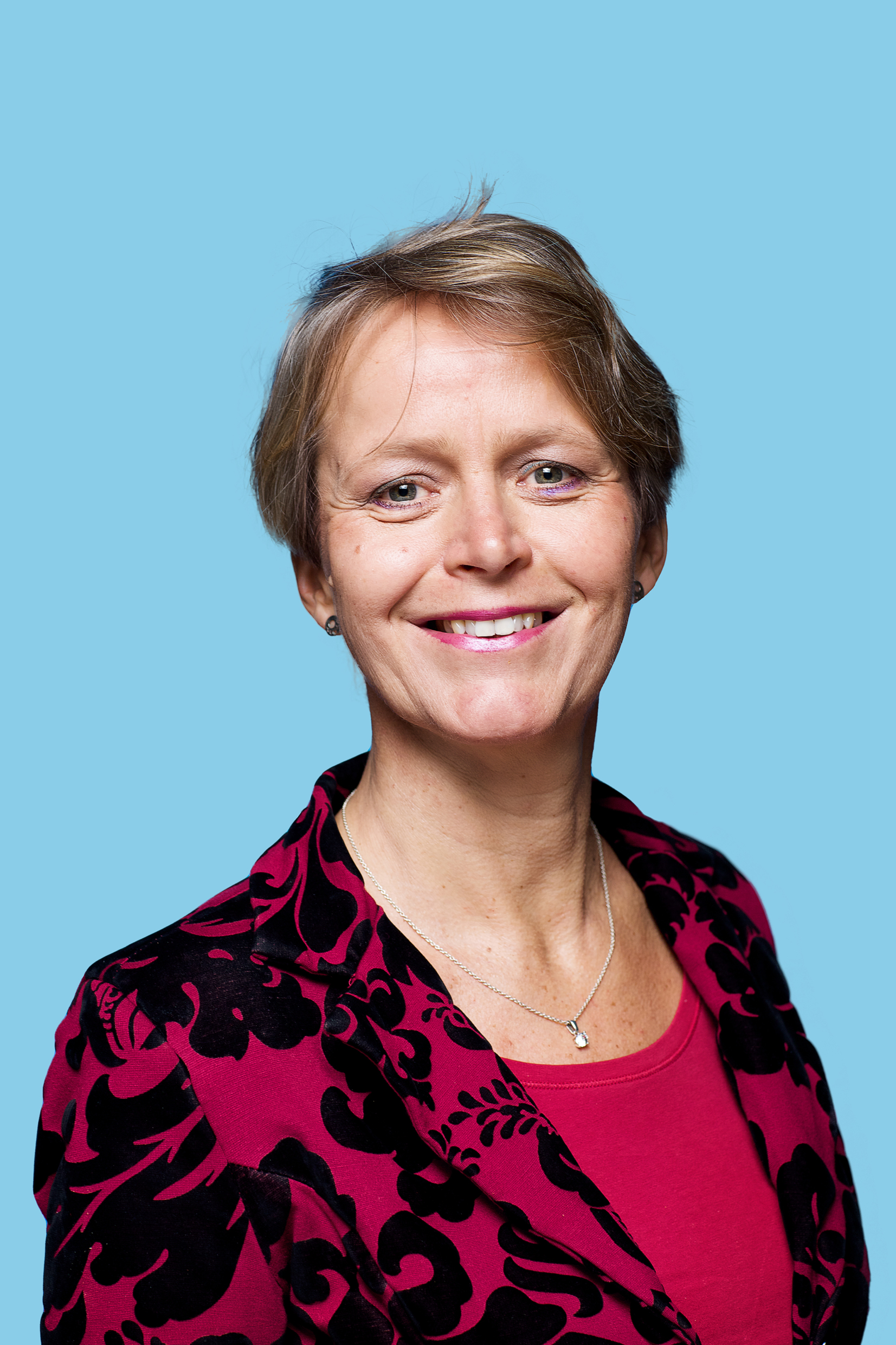
Yvonne van Mastrigt im Jahr 2015

Yvonne van Mastrigt (* 30. Juni 1965 in Utrecht) ist eine niederländische, parteilose Politikerin und ehemaliges Mitglied der PvdA.               

## Leben und Karriere
Van Mastrigt wuchs in Zeist auf. Nach Abschluss ihres Jurastudiums arbeitete sie sechs Jahre lang als Rechtsanwalt und sieben Jahre bei der Polizei in Utrecht und Rotterdam. 1998 wurde sie Vorsitzende des Bezirksrates des Rotterdamer Bezirks IJsselmonde. Von 2004 bis 2008 war sie Bürgermeisterin der Gemeinde Winsum in Groningen. Von 2008 bis 2012 war sie Bürgermeisterin von Hoogezand-Sappemeer. Zwischen Dezember 2012 und Mai 2015 war Van Mastrigt zudem Abgeordnete der Provinz Groningen. Im September 2015 wurde die Niederländerin zum dritten Mal zur Bürgermeisterin ernannt, diesmal in der Gemeinde Hoorn. Dieses Amt behielt sie bis Mai 2016. Seit dem 1. August 2018 war sie Bürgermeisterin von Stichtse Vecht, wurde jedoch am 6. Februar 2020 von ihrem Nachfolger Ap Reinders abgelöst. Am 18. Juni 2020 wurde van Mastrigt mit Wirkung zum 1. Juli 2020 zur kommissarischen Bürgermeisterin der Gemeinde Stadskanaal ernannt. Ihr Nachfolger, Klaas Sloots, übernahm das Amt am 20. Januar 2021. Zwischen dem 1. Juni 2021 und 10. Januar 2022 hatte sie kommissarisch das Amt der Bürgermeisterin von Woudenberg inne. Zum 5. September 2022 wurde van Mastrigt kommissarisch Bürgermeisterin der Gemeinde Olst-Wijhe. Mit Ernennung ihrer Nachfolgerin, Sietske Poepjes, zum 27. Februar 2024 endete ihre Amtszeit in Olst-Wijhe. Sie übernahm zum 29. August 2024 das Bürgermeisteramt der Gemeinde Middelburg.